# Hannah Montana & Miley Cyrus: Best of Both Worlds Concert
Hannah Montana and Miley Cyrus: Best of Both Worlds Concert (Hannah Montana & Miley Cyrus en concierto: Lo Mejor de Dos Mundos en Latinoamérica) es una película-concierto de Walt Disney Pictures y estrenada el 1 de febrero de 2008 en 3D. La película es protagonizada por Miley Cyrus, y como estrellas invitadas, los Jonas Brothers, ya que hacen un dueto con Miley. La película ha recaudado más de setenta millones de dólares, convirtiéndose en la película-concierto con más recaudación de la historia. Ha sido lanzada un álbum en directo de ella, titulada como la película.

## Lista de canciones

### Como Hannah Montana
1. "Rock Star"
2. "Life's What You Make It"
3. "Just Like You"
4. "Nobody's Perfect"
5. "Pumpin' Up the Party" (not in the theatrical release)
6. "I Got Nerve"
7. "We Got the Party" (con Jonas Brothers)

### Jonas Brothers
1. "When You Look Me in the Eyes"
2. "Year 3000"

### Como Miley Cyrus
1. "Start All Over"
2. "See You Again"
3. "Let's Dance"
4. "Right Here" (not in the theatrical release)
5. "I Miss You"
6. "G.N.O. (Girl's Night Out)"
7. "The Best of Both Worlds" (con Hannah Montana)

## Lanzamiento

### En cines
La película se estrenó en 683 cines el 1 de febrero de 2008. En su fin de semana de estreno recaudó 31,1 millones de dólares. A partir de 2022, sigue siendo el estreno más exitoso del fin de semana de la Super Bowl, un punto particularmente estéril en los meses de descarga invernales del calendario de estrenos cinematográficos.

### Medios domésticos
El DVD llegó en ambos formatos a América el 19 de agosto. El DVD, una edición ampliada de 2 discos, incluye un corte de 82 minutos tanto en 2D como en 3D. Entre los extras se incluyen imágenes entre bastidores con Miley, Billy Ray y los Jonas Brothers; un modo para cantar a coro y "una inmersión total en el concierto gracias a la capacidad de visualización en 3D".[cita requerida] El DVD contiene una pista Dolby 5.1 y los formatos panorámico a pantalla completa y anamórfico, mientras que el Blu-ray va sólo en 16x9 y ofrece sonido envolvente DTS-HD MA 7.1, uno de los primeros lanzamientos Blu-ray en tener ese sonido envolvente específico. Recordando el exitoso truco teatral, se prometió que los lanzamientos en vídeo doméstico se venderían "sólo por tiempo limitado". El DVD y el Blu-ray salieron a la venta en el Reino Unido el 3 de noviembre de 2008, y el DVD en Australia el 8 de octubre.
En la edición de 2 discos también se incluyeron dos actuaciones extra no incluidas en ninguna de las versiones de la película: Miley Cyrus interpretando "Good and Broken" y los Jonas Brothers interpretando "S.O.S". Una interpretación de "Good and Broken" había aparecido previamente en el álbum de la banda sonora de la película.

### Televisión
Hannah Montana and Miley Cyrus: Best of Both Worlds Concert se estrenó en Disney Channel el 26 de julio de 2008. No se cuenta como Película Original de Disney Channel debido a que se rodó en directo y se estrenó en cines.
Se estrenó en Disney Channel Latinoamérica el 3 de julio de 2010 como la serie ¡Canta Montana! (¡Canta, Montana!) y superó los 19,9 millones de espectadores. Se estrenó en Estonia en TV3 el 29 de enero de 2011 como Hannah Montana ja Miley Cyrus: Parimad lood (Hannah Montana & Miley Cyrus: Lo mejor de ambos mundos), que obtuvo 15,3 millones de espectadores como parte del estreno de la tercera temporada.
Esta última se estrenó en Disney Channel Asia con una media de 22,4 millones de espectadores. El estreno inicial fue en 3D, con la versión 2D al día siguiente.

## Recepción Crítica
En Rotten Tomatoes, la película tiene un índice de aprobación del 71% y una nota media de 6,00/10, basada en 45 críticas. El consenso de los críticos del sitio web dice: "Este concierto lleno de energía debería gustar a los rabiosos fans preadolescentes de Cyrus, y puede ser una agradable sorpresa para los padres".En Metacritic, la película tiene una puntuación media ponderada de 59 sobre 100 basada en 13 críticas, lo que indica "críticas mixtas o medias".